# 八布乡
八布乡，是中华人民共和国云南省文山壮族苗族自治州麻栗坡县下辖的一个乡镇级行政单位。

## 行政区划
八布乡下辖以下地区：
八布村、荒田村、哪灯村、龙龙村、羊皮寨村、东油村、江东村和和平村。